# Майя Клепіч
Майя Клепіч (босн. Maja Klepić; 23 травня 1988, Сараєво) — боснійська гірськолижниця, учасниця Олімпійських ігор.

## кар'єра
Майя Клепіч брала участь у зимовій Олімпіаді 2010 року у Ванкувері.  Під час цих ігор вона взяла участь у двох змаганнях на гірських лижах: гігантському слаломі, де посіла 52-е місце, і слаломі, де вона не закінчила змагання.  Це були її єдині зимові Олімпійські ігри, на яких вона виступила  

## Зовнішні посилання
- Майя Клепіч [Архівовано 4 березня 2016 у Wayback Machine.] на сайті Міжнародної лижної федерації (FIS) (англ.)